# Euphyia associata
Euphyia associata là một loài bướm đêm trong họ Geometridae.